# Upside Downside
Upside Downside è il secondo album in studio del chitarrista statunitense Mike Stern. Fu pubblicato nel 1986 dalla Atlantic Records.

## Tracce
1. Upside Downside (Mike Stern) - 5:41
2. Little Shoes (Mike Stern) - 5:33
3. Goodbye Again (Mike Stern) - 6:33
4. Mood Swings (Mike Stern) - 6:01
5. After You (Mike Stern) - 5:25
6. Scuffle (Mike Stern) - 6:11

## Formazione
- Mike Stern - chitarra
- Bob Berg - sassofono tenore
- Mitch Forman - pianoforte, sintetizzatori
- Mark Egan - basso
- Jeff Andrews - basso
- Dave Weckl - batteria
- Dr. Gibbs - percussioni
- David Sanborn - sassofono alto
- Jaco Pastorius - basso in "Mood Swings"
- Steve Jordan - batteria in "Mood Swings"